# Yuan T. Lee

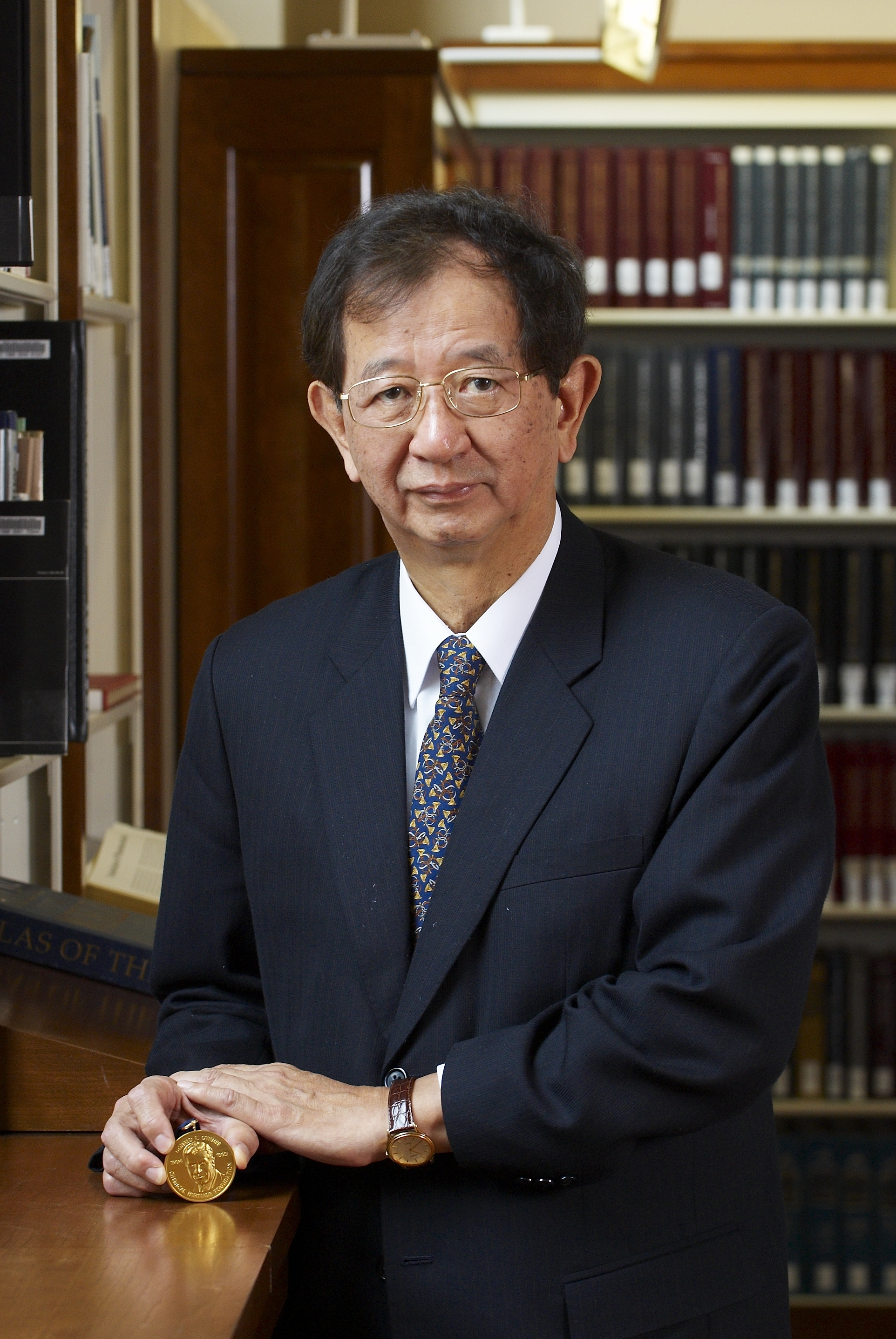
Yuan T. Lee, 2008

Yuan Tseh Lee (chinesisch 李遠哲, Pinyin Lǐ Yuǎnzhé; * 19. November 1936 in Shinchiku, Japanisches Kaiserreich, heute Hsinchu, Taiwan) ist ein taiwanischer Chemiker.
Im Jahr 1986 wurde er gemeinsam mit Dudley R. Herschbach und John C. Polanyi „für ihre Beiträge zur Dynamik von elementaren chemischen Prozessen“ mit dem Nobelpreis für Chemie ausgezeichnet.
Lee studierte ab 1955 an der Nationaluniversität von Taiwan (Bachelor 1959) und an der Tsing-Hua-Nationaluniversität, wo er seinen Master-Abschluss in Chemie machte. Ab 1962 war er an der University of California, Berkeley, wo er 1965 bei Bruce Mahan mit der Arbeit Photoionization of alkali metal vapors promoviert wurde. Ab 1967 war er in der Gruppe von Herschbach an der Harvard University, wo er die Molekularstrahlexperimente (crossed beam experiments) zur Untersuchung chemischer Reaktionen verbesserte, was auch danach sein Hauptforschungsfeld war. Ab 1968 war er Assistant Professor am James Franck Institut der University of Chicago, ab 1971 als Associate Professor und ab 1973 als Professor. 1974 ging er wieder nach Berkeley, wo er leitender Wissenschaftler am Lawrence Berkeley National Laboratory war. Er war unter anderem Gastprofessor am Caltech (Fairchild Scholar 1983).
1981 erhielt er den Ernest-Orlando-Lawrence-Preis, 1986 den Peter Debye Award der American Chemical Society und 1986 die National Medal of Science.
Lee war bis zum 19. Oktober 2006 Präsident der Academia Sinica (der er seit 1980 angehört), wofür er die 1974 erworbene US-amerikanische Staatsbürgerschaft aufgeben musste. Sein Nachfolger wurde Chi-Huey Wong. Lee war von 2011 bis 2014 Präsident des Internationalen Wissenschaftsrats. Er ist Mitglied der American Academy of Arts and Sciences (1975), der National Academy of Sciences (1979) sowie der Akademie der Wissenschaften zu Göttingen. 1980 erhielt er eine Ehrenprofessur an der Chinesischen Akademie der Wissenschaften in Peking. Ebenso ist er Ehrenprofessor mehrerer chinesischer Universitäten (wie der Fudan-Universität in Shanghai). 1969/71 war er Sloan Research Fellow und 1976/77 Guggenheim Fellow. 1986 wurde er Ehrendoktor der University of Waterloo.
Er ist verheiratet und hat zwei Söhne und eine Tochter.